# Life Is Strange (franquia)
Life Is Strange (posteriormente estilizado como Life is Strange e abreviado como LiS) é uma franquia de jogos eletrônicos episódicos de aventura gráfica publicados pela Square Enix. A franquia foi idealizada pela Dontnod Entertainment e estreou com o lançamento do jogo homônimo, que foi dividido em cinco episódios lançados ao longo de 2015. O jogo foi seguido por um prelúdio, Life Is Strange: Before the Storm, desenvolvido pela Deck Nine e lançado em três episódios junto com um bônus ao longo 2017. O terceiro título da franquia, Life Is Strange 2, em conjunto com o derivado The Awesome Adventures of Captain Spirit, foi mais uma vez desenvolvido pela Dontnod e lançado em cinco episódios entre 2018 e 2019.
O quinto título da franquia, Life Is Strange: True Colors foi lançado no dia 10 de setembro de 2021.

## Conceito

### Criação
Após o fracasso de crítica e vendas de seu jogo de ação e aventura de 2013, Remember Me, a desenvolvedora de jogos francesa Dontnod Entertainment foi obrigada a se reestruturar e se reinventar. O presidente da Dontnod, Oskar Guilbert, explicou que "Antes, o que queríamos fazer era criar grandes jogos com grandes equipes e longos ciclos de produção... Então, tivemos que mudar isso, fazer algo menor com equipes menores. Não queríamos fazer apenas um jogo pequeno; também queríamos trazer algo novo para o mercado."
Life Is Strange foi concebido envolta da mecânica de rebobinar elementos, um conceito que já havia sido brevemente explorado em Remember Me. A protagonista do primeiro jogo, Max Caulfield, foi criada com a habilidade de voltar no tempo para complementar esse mecanismo. O desenvolvimento do primeiro jogo teve início em abril de 2013 com uma equipe de quinze pessoas, posteriormente mais pessoas foram adicionadas quando a Square Enix também começou a colaborar no projeto. No entanto, antes de assinar com a Square Enix, a Dontnod imaginou Life Is Strange como um jogo completo semelhante à Remember Me, o qual a Dontnod publicaria por completo automaticamente; contudo, a Square Enix percebeu que eles obteriam mais sucesso se o publicassem como um título episódico devido a razões criativa, restrições financeiras e também para fins de divulgação. A decisão permitiu que a história do jogo fosse contada num ritmo mais lento.

### Conceito final
O desenvolvimento do jogo começou sob o título provisório What If, porém teve que ser renomeado para evitar confusão com o filme de mesmo nome. Ele foi o segundo título da Dontnod a ser protagonizado por uma personagem feminina, mesmo que a maioria das potenciais distribuidoras não estivessem dispostas a publicar um jogo que não tivesse um protagonista masculino. No início Guilbert também percebeu a ideia como um desafio. O diretor criativo da Dontnod, Jean-Maxime Moris, explicou que a Square Enix era a única empresa que não tinha intenção de mudar isso. "A Square [Enix] era basicamente a única editora que não queria mudar nada no jogo... tivemos outras distribuidoras nos dizendo para fazê-lo com um personagem masculino como principal, e a Square não questionou isso uma única vez."
O Noroeste Pacífico foi escolhido como cenário do primeiro jogo por transmitir uma sensação nostálgica e outonal, com a equipe eventualmente estabelecendo o estado do Oregon como o local da cidade fictícia de Arcadia Bay. Foi decidido desde o início que a maior parte do orçamento seria gasto na escrita e nos atores de voz. A história foi escrita originalmente em francês por Jean-Luc Cano e convertida em um roteiro de jogo pelos co-diretores e equipe de design do jogo. Este foi então entregue a Christian Divine e Cano para ser adaptada para a língua inglesa. As sessões de gravação foram feitas em Los Angeles, Califórnia, com o desenvolvedor francês trazido via Skype. As texturas vistas no jogo foram inteiramente pintadas à mão, adaptadas para alcançar o que o diretor de arte Michel Koch chamou de "renderização impressionista". As fontes de inspiração incluíram a série de visual novels Danganronpa, em termos de equilíbrio de jogabilidade e história, e o romance The Catcher in the Rye, cujo protagonista Holden Caulfield compartilha o mesmo sobrenome de Max, a personagem principal do primeiro jogo. No intuito de manter o realismo, os elementos sobrenaturais foram projetados como uma metáfora para o conflito interno dos personagens, e especialistas foram consultados para lidar com temas complicados, como suicídio adolescente.
Após o lançamento e rápido sucesso alcançado pelo primeiro Life is Strange, a distribuidora Square Enix escolheu a desenvolvedora norte-americana Deck Nine Games para desenvolver um jogo prequel focado na vida de Chloe Price, enquanto a equipe da Dontnod começou o desenvolvimento de uma sequência direta. O desenvolvimento do projeto teve início em 2016 com a assistência da Square Enix 'London Studios. Ashly Burch, a atriz que dublou Chloe em Life Is Strange, foi substituída por Rhianna DeVries devido à greve SAG-AFTRA. No entanto, ambas Burch e Hannah Telle, que dublou Max Caulfield, reprisaram seus papéis para o episódio bônus Farewell. O projeto recebeu diversos títulos de produção durante o desenvolvimento. Os roteiristas pesquisaram memórias e psicologia para entender o processo de luto de Chloe, e o roteiro do jogo tinha mais de 1.500 páginas, escritas pelo roteirista Zak Garriss em uma sala de roteiros. Antes de ser anunciado oficialmente, algumas imagens vazadas na internet sugeriram que um prequel de Life Is Strange estava em desenvolvimento. A Square Enix revelou Life Is Strange: Before the Storm em 11 de junho durante sua apresentação na E3 2017.
Logo de início a Dontnod havia decidido que a continuação de Life Is Strange apresentaria novos personagens e locais em relação ao original, com os desenvolvedores sentindo que a história de Max e Chloe tinham concluído seu curso nos dois primeiros jogos. O codiretor do jogo Raoul Barbet explicou que "É uma pergunta que nos perguntamos no início. São Max e Chloe, Arcadia Bay? Não, é sobre personagens do cotidiano, personagens relacionáveis com histórias nas quais você pode se envolver, porque reflete a sua própria experiências. Com algumas coisas sobrenaturais no topo." Michel Koch acrescentou que "todos amavam Max, Chloe, Rachel ... Mas [sua história] ... acabou. Não temos mais nada a contar. Não queremos. Outras pessoas farão isso e está tudo bem... Mas para nós, não temos mais nada a fazer. Pegue [eles] e faça o que quiser."
O desenvolvimento de Life Is Strange 2 começou no início de 2016, quando a edição física do primeiro jogo foi lançada. Michel Koch e Raoul Barbet voltaram a dirigir a sequência, com Christian Divine e Jean-Luc Cano reprisando seus papéis como coroteiristas. O conceito foi influenciado pela fotografia de Mike Brodie, que viajaria de avião pelos Estados Unidos e tiraria fotos de viajantes. O jogo foi estruturado como um filme de estrada, inspirado no filme Into the Wild e no livro Ratos e Homens. A Dontnod conduziu pesquisas de campo na Costa Oeste dos Estados Unidos, encontrando pessoas e tirando fotos da região. Os dois temas principais do jogo são educação e fraternidade. Usando o motor Unreal Engine 4, eles atualizaram o sistema de animação, a física e os shaders do jogo. Segundo a Dontnod, um dos maiores desafios do desenvolvimento foi a inteligência artificial do personagem Daniel.

## Jogabilidade
Os jogos da franquia Life Is Strange são aventuras gráficas jogadas numa perspectiva em terceira pessoa. O jogador pode examinar e interagir com objetos, o que permite resolver quebra-cabeças cumprindo missões e fazendo mudanças no ambiente. O jogador pode explorar locais e se comunicar com personagens não jogáveis (NPCs). Durante as trocas de diálogo apresentam opções de ramificação nas conversa. Em alguns casos, as escolhas no diálogo irão alterar e afetar a história por meio de consequências de curto ou longo prazo. Para cada uma das escolhas, algo bom no curto prazo pode tornar-se algo ruim mais tarde.
Cada jogo individual da série apresenta uma mecânica central exclusiva para aquele jogo. Em Life Is Strange, o jogador tem acesso à habilidade de "rebobinar", que permite voltar no tempo e alterar o curso dos eventos. A mecânica de retrocesso é acessível na conversa, permitindo aos jogadores navegar nas opções de diálogo ramificadas e alterar o resultado de uma conversa para ser benéfico para o jogador. Os itens recolhidos são mantidos no inventário após um retrocesso e as mudanças no ambiente permanecem no lugar. No jogo Before the Storm, Chloe tem uma mecânica de "bate-boca" que lhe permite persuadir e intimidar outros personagens através de conversas, com efeitos positivos ou negativos. Life Is Strange 2 é uma exceção em que o próprio jogador não tem acesso à mecânica central; em vez disso, o jogador (como Sean) deve guiar Daniel, que possui poderes telecinéticos, por meio de várias escolhas morais e éticas que influenciarão como ele usará seus poderes para ajudar ou atrapalhar o jogador conforme o jogo avança.

## Jogos eletrônicos
| 2015 | Life Is Strange                          |
| 2016 |                                          |
| 2017 | Life Is Strange: Before the Storm        |
| 2018 | The Awesome Adventures of Captain Spirit |
| 2018 | Life Is Strange 2 (Episódio 1)           |
| 2019 | Life Is Strange 2 (Episódios 2–5)        |
| 2020 |                                          |
| 2021 | Life Is Strange: True Colors             |
| 2022 | Life Is Strange Remastered Collection    |

### Série principal

#### Life Is Strange
Max Caulfield retorna para sua cidade natal, Arcadia Bay, Oregon, onde ela testemunha a amiga de infância Chloe Price sendo baleada no banheiro. O incidente ativa as habilidades de Max de voltar no tempo, permitindo que ela salve Chloe do atirador. Max começa a ter visões de uma violenta tempestade se aproximando de Arcadia Bay enquanto ela começa a usar seus poderes para ajudar Chloe a localizar sua melhor amiga desaparecida, Rachel Amber. Max e Chloe descobrem que Rachel foi assassinada pelo fotógrafo Mark Jefferson e pelo rico colega de classe de Max, Nathan Prescott. Quando a tempestade atinge Arcadia Bay, Max percebe que para evitar a devastação, ela deve escolher entre salvar Chloe ou todos os habitantes da cidade.
O jogo foi lançado periodicamente em 2015 para Xbox One, PlayStation 4, Xbox 360, PlayStation 3 e Microsoft Windows, com versões para Android, MacOS, iOS e Linux sendo lançadas posteriormente. O Episódio 1: Chrysalis foi lançado em 30 de janeiro, o Episódio 2: Out Of Time em 24 de março, o Episódio 3: Chaos Theory em 19 de maio, o Episódio 4: Dark Room em 28 de julho e o Episódio 5: Polarized em 20 de outubro. As edições de loja contendo a temporada completa foram lançadas para Xbox One, PS4 e PC em 22 de janeiro de 2016 na Europa e em 19 de janeiro de 2016 na América do Norte.

#### Life Is Strange: Before the Storm
Três anos antes dos eventos de Life Is Strange, Chloe Price está tentando lidar com a morte de seu pai quando conhece e torna-se amiga da popular estudante Rachel Amber. Enquanto as duas começam a desenvolver uma intensa amizade, elas descobrem segredos enterrados há muito tempo dentro da família Amber, levando Rachel em uma busca por sua mãe biológica.
O jogo foi lançado periodicamente ao longo de 2017 para Xbox One, PlayStation 4 e Microsoft Windows, com versões para Android, MacOS, iOS e Linux em uma data posterior. O Episódio 1: Awake foi lançado em 31 de agosto, o Episódio 2: Brave New World em 19 de outubro e o Episódio 3: Hell Is Empty em 20 de dezembro. As edições de loja contendo a temporada completa foram lançadas em 6 de março e incluíram o episódio bônus Farewell. Neste episódio bônus, Max se esforça para contar a Chloe sobre sua mudança iminente para Seattle. Para se distrair, ela deixa Chloe levá-las em uma caçada ao tesouro pirata em busca do "tesouro" enterrado pelo pai de Chloe, William. No final o dia é interrompido pela notícia da morte de William.

#### Life Is Strange 2
Sean Diaz e seu irmão mais novo, Daniel, fogem de sua casa em Seattle após seu pai ser baleado por um policial; um evento que desperta as habilidades telecinéticas latentes de Daniel e o faz matar o oficial. Foragidos da lei, os irmãos embarcam em uma viagem pelo país pela costa do Pacífico dos Estados Unidos em direção à terra natal de seu pai, Puerto Lobos, no México, enquanto Sean luta para se tornar uma figura paterna para Daniel e guiá-lo através das implicações morais de seus novos poderes. Conforme eles encontram amigos e inimigos ao longo da estrada, incluindo sua mãe afastada, as decisões que Sean toma moldam quem Daniel se tornará e, eventualmente, o resultado final de sua jornada.
O jogo foi lançado periodicamente em cinco episódios para Xbox One, PlayStation 4 e Microsoft Windows e conversões de MacOS e Linux lançadas logo após o episódio final. O Episódio 1: Roads foi lançado em 27 de setembro de 2018. O Episódio 2: Rules foi lançado em 24 de janeiro de 2019. O Episódio 3: Wastelands foi lançado em 9 de maio de 2019. O Episódio 4: Faith foi lançado em 22 de agosto de 2019. O quinto e último episódio, Wolves, foi lançado em 3 de dezembro de 2019. As edições de loja contendo a temporada completa foram lançadas em 3 de dezembro de 2019 na Europa e em 4 de fevereiro de 2020 na América do Norte. Devido a reclamações sobre o grande espaço de tempo entre os lançamentos dos episódios, a Dontnod emitiu um comunicado informando que "a série Life Is Strange é um projeto próximo de todos os nossos corações para o qual não queremos apressar o desenvolvimento e, portanto, deixar de cumprir a referência de qualidade e impacto emocional que vocês, nossos jogadores, merecem".

#### Life Is Strange: True Colors
Alex Chen é uma jovem que esconde sua própria "maldição": o poder psíquico da Empatia, a capacidade de absorver as emoções das outras pessoas. Quando seu irmão morre em um suposto acidente, Alex deve abraçar seu poder para encontrar a verdade.
O jogo está previsto para ser lançado de uma só vez, ao invés de ser fragmentado em episódios, no dia 10 de setembro de 2021 para Microsoft Windows, Nintendo Switch, Xbox One e Series S/X, PlayStation 4 e PlayStation 5.

#### Life Is Strange: Remastered Collection
Versões remasterizadas do primeiro jogo Life Is Strange e Life Is Strange: Before the Storm foram anunciadas em 18 de março de 2021 e intituladas como parte da Life Is Strange: Remastered Collection. O lançamento está programado para o terceiro trimestre de 2021. Ele pode ser adquirido como parte da Edição Definitiva de Life Is Strange: True Colors ou como um lançamento independente. A coleção incluirá visuais remasterizados, aprimoramento de animações de personagens e efeito de captura de movimentos faciais completa, bem como atualizações e melhorias na iluminação. Além disso, também incluirá o conteúdo "Deluxe" já lançado e o episódio bônus "Farwell". A coleção tem previsão de lançamento para PlayStation 5, Xbox Series X e Series S, PlayStation 4, Xbox One, Nintendo Switch, PC e Google Stadia.

#### Life Is Strange: Double Exposure
Durante uma apresentação do Xbox Showcase em junho de 2024, a Deck Nine e a Square Enix anunciaram o próximo título da franquia intitulado Life Is Strange: Double Exposure. O lançamento está previsto para 29 de outubro para Microsoft Windows, PlayStation 5 e Xbox Series X/S, seguido por uma versão para Switch em uma data posterior. O jogo contará com a protagonista original, Max Caulfield, já adulta.

### Outros

#### The Awesome Adventures of Captain Spirit
Chris Eriksen transforma-se no super-herói Capitão Spirit para ajudar seu pai alcoólatra a arrumar a casa para o Natal. Ele imagina suas várias tarefas como supervilões a serem derrotados - incluindo seu arqui-inimigo Mantroid, uma personificação de seus sentimentos em torno da morte de sua mãe vítima de um atropelamento. Após brigar com seu pai, Chris corre para sua casa da árvore e cai, mas é salvo misteriosamente por dois meninos que o observam de longe. The Awesome Adventures of Captain Spirit foi lançado como uma demonstração gratuita de Life Is Strange 2 e acontece durante os eventos do segundo episódio do jogo.

### Futuro
Durante uma entrevista em 2019 com a Dontnod Entertainment, a desenvolvedora responsável pelos dois jogos principais anteriores da série expressou interesse no futuro da franquia e, embora tivessem deixado claro que gostariam de trazer novamente histórias inéditas com novos personagens, explicou que os direitos dos jogos pertenciam à Square Enix e que as decisões sobre o futuro da franquia estava com eles.

## Outras mídias

### História em quadrinhos
Após os eventos de Life Is Strange seguindo o final de "Sacrificar Arcadia Bay", Dust narra a história de Max e Chloe enquanto eles se reconciliam com as consequências da tempestade e permitem que Arcadia Bay seja destruída. A história em quadrinhos é publicada pela Titan Comics desde novembro de 2018, e é escrita por Emma Vieceli, com interior e capa de Claudia Leonardi e cores de Andrea Izzo.
| Edição           | Data de lançamento      | Coleção                                                                                                 |
| ---------------- | ----------------------- | --- |
| #1               | 14 de novembro de 2018  | Life Is Strange – Volume 1: Dust LANÇAMENTO: 22 de maio de 2019 ISBN 9781785866456                      |
| #2               | 19 de dezembro de 2018  | Life Is Strange – Volume 1: Dust LANÇAMENTO: 22 de maio de 2019 ISBN 9781785866456                      |
| #3               | 16 de janeiro de 2019   | Life Is Strange – Volume 1: Dust LANÇAMENTO: 22 de maio de 2019 ISBN 9781785866456                      |
| #4               | 20 de fevereiro de 2019 | Life Is Strange – Volume 1: Dust LANÇAMENTO: 22 de maio de 2019 ISBN 9781785866456                      |
| #5               | 29 de maio de 2019      | Life Is Strange – Volume 2: Waves LANÇAMENTO: 20 de novembro de 2019 ISBN 9781787730885                 |
| #6               | 26 de junho de 2019     | Life Is Strange – Volume 2: Waves LANÇAMENTO: 20 de novembro de 2019 ISBN 9781787730885                 |
| #7               | 24 de julho de 2019     | Life Is Strange – Volume 2: Waves LANÇAMENTO: 20 de novembro de 2019 ISBN 9781787730885                 |
| #8               | 21 de agosto de 2019    | Life Is Strange – Volume 2: Waves LANÇAMENTO: 20 de novembro de 2019 ISBN 9781787730885                 |
| #9               | 16 de outubro de 2019   | Life Is Strange – Volume 3: Strings LANÇAMENTO: 8 de abril de 2020 ISBN 9781787732070                   |
| #10              | 13 de novembro de 2019  | Life Is Strange – Volume 3: Strings LANÇAMENTO: 8 de abril de 2020 ISBN 9781787732070                   |
| #11              | 11 de dezembro de 2019  | Life Is Strange – Volume 3: Strings LANÇAMENTO: 8 de abril de 2020 ISBN 9781787732070                   |
| #12              | 15 de janeiro de 2020   | Life Is Strange – Volume 3: Strings LANÇAMENTO: 8 de abril de 2020 ISBN 9781787732070                   |
| Partners in Time |                         | |
| #2.1             | 14 de outubro de 2020   | Life Is Strange – Volume 4: Partners in Time — Tracks LANÇAMENTO: 7 de abril de 2021 ISBN 9781787734739 |
| #2.2             | 18 de novembro de 2020  | Life Is Strange – Volume 4: Partners in Time — Tracks LANÇAMENTO: 7 de abril de 2021 ISBN 9781787734739 |
| #2.3             | 16 de dezembro de 2020  | Life Is Strange – Volume 4: Partners in Time — Tracks LANÇAMENTO: 7 de abril de 2021 ISBN 9781787734739 |
| #2.4             | 20 de janeiro de 2021   | Life Is Strange – Volume 4: Partners in Time — Tracks LANÇAMENTO: 7 de abril de 2021 ISBN 9781787734739 |

### Livros

#### Life Is Strange: Welcome to Blackwell Academy
A Square Enix firmou parceria com a Titan Publishing em Life Is Strange: Welcome to Blackwell Academy, um livro de 160 páginas que explora o universo de Life Is Strange através dos olhos de um guia de estudante da Academia Blackwell e Arcadia Bay. O livro inclui materias como notas, esboços e fotografias de vários personagens do primeiro jogo.

### Série de televisão
Em julho de 2016, a Legendary Digital Studios e a Square Enix anunciaram que adaptariam Life Is Strange como uma série digital. No momento do anúncio, eles estavam se reunindo com potenciais roteiristas para a produção da série, que seria ambientada em Arcadia Bay. Em 2017, a dj2 Entertainment vendeu os direitos da série para o serviço de streaming Hulu. Desde 2020, nenhum outro detalhe da produção foi anunciado.

## Recepção
No geral a recepção de crítica e do público à franquia foi positiva.
Life Is Strange recebeu críticas favoráveis, tendo conseguido uma pontuação no Metacritic de 85/100 no PlayStation 4 e Xbox One. Enquanto criticado por sua sincronização labial, e diálogo, os críticos elogiaram o desenvolvimento dos personagens e a mecânica de viagem no tempo, sugerindo que deveriam existir mais jogos como ele. O site Eurogamer elogiou dizendo que foi "um dos melhores jogos de história interativa desta geração" A Hardcore Gamer declarou Life Is Strange um sucesso inesperado de 2015. Life Is Strange recebeu mais de 75 prêmios em listas de Jogo do Ano.
Life Is Strange: Before the Storm recebeu críticas favoráveis, tendo conseguido boas pontuações no Metacritic. Os críticos elogiaram os personagens, temas e a história, mas criticaram as tramas, o relacionamento principal e o impacto das decisões dos jogadores próximo ao final do jogo.
Life Is Strange 2 recebeu críticas favoráveis de acordo com o Metacritic. O The Verge declarou que o jogo "penetra em tópicos mais políticos e oportunos", com o primeiro episódio ambientado em outubro de 2016, logo antes da eleição presidencial nos Estados Unidos em 2016. Em seu veredicto, a IGN também opinou sobre a atmosfera política subjacente do jogo, descrevendo-o como uma "história maior e mais complexa do que contada por seu antecessor, mapeando uma viagem através do país através da América de Donald Trump", passando a dizer que "embora suas críticas sociais pareçam amplas e um tanto desajeitadas, sua história centrada na irmandade e fraternidade entre dois personagens críveis é bastante comovente".